# Team AkzoNobel
Team AkzoNobel es un equipo de vela. Utiliza un velero de competición de la clase Open 65. Construido para su primera participación en la Volvo Ocean Race 2017-18. Su patrón es el holandés Simeon Tienpont.

## Tripulación 2017-18
| Posición                          | Nombre            | Participación en las etapas | Participación en las etapas | Participación en las etapas | Participación en las etapas | Participación en las etapas | Participación en las etapas | Participación en las etapas | Participación en las etapas | Participación en las etapas | Participación en las etapas | Participación en las etapas |
| --------------------------------- | ----------------- | --------------------------- | --------------------------- | --------------------------- | --------------------------- | --------------------------- | --------------------------- | --------------------------- | --------------------------- | --------------------------- | --------------------------- | --------------------------- |
| Posición                          | Nombre            | 1                           | 2                           | 3                           | 4                           | 5                           | 6                           | 7                           | 8                           | 9                           | 10                          | 11                          |
| Patrón                            | Simeon Tienpont   | Sí                          | Sí                          | Sí                          | Sí                          | Sin cambios                 | Sí                          | Sí                          | Sí                          | Sí                          | Sí                          | Sí                          |
| Proa                              | Brad Farrand      | Sí                          | Sí                          | Sí                          | Sí                          | Sin cambios                 | Sí                          | Sí                          | Sí                          | Sí                          | Sí                          | Sí                          |
| Caña y Trímer                     | Martine Grael     | Sí                          | Sí                          | Sí                          | Sí                          | Sin cambios                 | Sí                          | Sí                          | Sí                          | Sí                          | Sí                          | Sí                          |
| Caña, trímer y capitán del barco  | Nicolai Sehested  | Sí                          | Sí                          | Sí                          | Sí                          | Sin cambios                 | Sí                          | Sí                          | Sí                          | Sí                          | Sí                          | Sí                          |
| Trímer y especialista en velas    | Luke Molloy       | Sí                          | Sí                          | No                          | Sí                          | Sin cambios                 | Sí                          | Sí                          | Sí                          | Sí                          | Sí                          | Sí                          |
| Navegante                         | Jules Salter      | No                          | Sí                          | Sí                          | Sí                          | Sin cambios                 | Sí                          | Sí                          | Sí                          | Sí                          | Sí                          | Sí                          |
| Jefe de Guardia                   | Chris Nicholson   | No                          | Sí                          | Sí                          | Sí                          | Sin cambios                 | Sí                          | Sí                          | Sí                          | Sí                          | Sí                          | Sí                          |
| Caña y Trímer                     | Justin Ferris     | No                          | No                          | Sí                          | No                          | Sin cambios                 | Sí                          | Sí                          | Sí                          | Sí                          | Sí                          | Sí                          |
| Trímer                            | Emily Nagel       | Sí                          | Sí                          | Sí                          | No                          | Sin cambios                 | No                          | Sí                          | Sí                          | Sí                          | Sí                          | Sí                          |
| Tripulante                        | Cécile Laguette   | No                          | No                          | No                          | Sí                          | Sin cambios                 | Sí                          | No                          | No                          | No                          | No                          | No                          |
| Caña y Trímer                     | Peter van Niekerk | No                          | Sí                          | No                          | Sí                          | Sin cambios                 | No                          | No                          | No                          | No                          | No                          | No                          |
| Navegante / Ingeniero electrónico | Rosco Monson      | Sí                          | No                          | No                          | No                          | Sin cambios                 | No                          | No                          | No                          | No                          | No                          | No                          |
| Caña y Trímer                     | Alex Pella        | No                          | No                          | Sí                          | No                          | Sin cambios                 | No                          | No                          | No                          | No                          | No                          | No                          |
| Tripulante (suplente)             | Antonio Fontes    | Sí                          | No                          | No                          | No                          | Sin cambios                 | No                          | No                          | No                          | No                          | No                          | No                          |
|                                   |                   |                             |                             |                             |                             |                             |                             |                             |                             |                             |                             |                             |
| Número de tripulantes a bordo:    | 8                 | 9                           | 9                           | 9                           | Sin cambios                 | 9                           | 9                           | 9                           | 9                           | 9                           | 9                           |                             |
|                                   |                   |                             |                             |                             |                             |                             |                             |                             |                             |                             |                             |                             |
| Reportero a bordo                 | Brian Carlin      | No                          | No                          | No                          | No                          | Sin cambios                 | No                          | No                          | Sí                          | No                          | No                          | No                          |
| Reportero a bordo                 | Konrad Frost      | Sí                          | No                          | No                          | No                          | Sin cambios                 | No                          | No                          | No                          | Sí                          | No                          | No                          |
| Reportero a bordo                 | James Blake       | No                          | Sí                          | Sí                          | No                          | Sin cambios                 | No                          | Sí                          | No                          | No                          | Sí                          | Sí                          |
| Reportero a bordo                 | Sam Greenfield    | No                          | No                          | No                          | Sí                          | Sin cambios                 | No                          | No                          | No                          | No                          | No                          | No                          |
| Reportero a bordo                 | Richard Edwards   | No                          | No                          | No                          | No                          | Sin cambios                 | Sí                          | No                          | No                          | No                          | No                          | No                          |

## Disputa por el liderazgo
El 13 de octubre, un día antes del comienzo de la Volvo Ocean Race, se anunció que, que se rescindía el contrato al patrón Simeon Tienpont. Brad Jackson fue ascendido a patrón, pero dos horas antes del inicio de la primera etapa, Simeon Tienpont fue nombrado de nuevo patrón por un tribunal holandés. Brad Jackson, Jules Salter, Joca Signorini y Rome Kirby decidieron no participar en la etapa 1.